# روبرت ك. شامبرز
روبرت ك. شامبرز (بالإنجليزية: Robert C. Chambers)‏ هو سياسي أمريكي، ولد في 1952.